# Martin Cseh
Martin Cseh (* 22. srpna 1988, Trenčín) je slovenský fotbalový obránce a bývalý mládežnický reprezentant, od roku 2016 hráč klubu Sandecja Nowy Sącz.

## Klubová kariéra
Prošel mládežnickými týmy Slovanu Bratislava, v tomto klubu vstoupil v roce 2007 do profesionálního fotbalu.
5. ledna 2009 přestoupil do Bohemians Praha 1905. V zimní pauze sezóny 2014/15 si přetrhl křížový vaz v koleni a čekalo ho jaro bez fotbalu. Ani na podzim 2015 si v první lize nezahrál a v prosinci bylo oznámeno, že s ním Bohemians 1905 neprodlouží smlouvu. V Bohemians 1905 strávil sedm let.
Poté dostal na začátku roku 2016 nabídku z polského druholigového klubu Sandecja Nowy Sącz, kde absolvoval testy a následně podepsal smlouvu.